# ひょうごラジオカレッジ
『ひょうごラジオカレッジ（兵庫県高齢者放送大学ラジオ講座）』（ひょうごラジオカレッジ・ひょうごけんこうれいしゃほうそうだいがくラジオこうざ）はラジオ関西で毎週土曜日7:00-7:30に生放送されている生涯学習の教養番組。企画・番組協賛は兵庫県と公益財団法人兵庫県生きがい創造協会
この番組は、「学び続ける人は輝いている!!」をテーマに、中高年に向けて、各界で活躍する著名人を毎週1人、講師（ゲスト）として招き、その人のこれまでの人生経験やその道を究めるまでの体験談などを交えて語る。またリスナーを対象とするスクーリングも同時に行われ、放送を聞いての感想文の提出や、年2回全体会にあたる「中央スクーリング」や県内6か所での地方スクーリングでの公開収録への参加、文化祭、研修旅行など、リスナーとの交流会や自主的なリスナー友の会も盛んに行う。

## 聴講生の参加条件
- 本科生　満50歳以上で兵庫県内に在住・在勤している者。定員500人。
- 聴講生　年齢・居住地の制限・定員はなし。
- 生涯聴講生　本科生を修了した者を対象として、定員なし
- 受講年限　原則として1年で、本科生以外は1年ごとに更新
- テキスト代（1年）
  - 本科生　6000円
  - 聴講生・生涯聴講生　5000円

※申し込みは平年2月より募集しており、本科生については定員になり次第先着順締め切り

## 講義内容
- 健康・医療
- 文化・歴史
- 生きがいづくり
- 政治・経済、自然科学、地域づくりなどの社会性のある話題に関するテーマ

聴講生は聴講を終了後、はがきで感想文（レポート）を提出してもらう。本科生は月1回往復はがきを使い、返信はがきにてその個々の助言を行う。また放送テキストを毎月1回発行するとともに、増刊号・特集号も年1回ずつ聴講生に配布する。

## インターネットラジオ配信
同番組はradiko（近畿地方2府4県では無料の標準コースで、それ以外は有料会員制「radikoプレミアム・エリアフリー」で聴取可能）によるストリーミングライブ配信のほか、放送次週の月曜日（放送2日後）から1か月間のペースで番組サイトのインターネットラジオのオンデマンド配信を実施している。ただし、オンデマンド配信ではゲストのリクエスト曲や懐メロリクエスト「思い出のメロディー」など、音楽関係は著作権の関係上配信されない。